# Evangeli del Pseudo-Tomàs
|  | No s'ha de confondre amb Evangeli de Tomàs. |

L'Evangeli de la infància de Tomàs o també Evangeli del Pseudo-Tomàs, filòsof israelita es un evangeli sobre la infància de Jesús escrit en una data anterior al segle v. Forma part d'un gènere popular d'escrits bíblics que volien satisfer el desig dels cristians primitius de conèixer històries i anècdotes miraculoses de Jesús, a part de les que mencionen els Evangelis i en concret l'Evangeli de Lluc. Trobem mencions i referències d'aquest Evangeli del Pseudo-Tomàs a Hipòlit de Roma i a Orígenes, que quan parlen de l'Evangeli de Tomàs no ho fan de l'Evangeli gnòstic, sinó d'aquest.

## Data de l'Evangeli
És un text apòcrif escrit originàriament en llengua siríaca cap al segle ii, titulat Infància del Senyor Jesús. Només es conserven dues versions escrites en grec una mica abans de l'inici del segle v. Les versions gregues són les que donen el nom de Tomàs a l'autor d'aquest Evangeli, però amb una variant: un text s'inicia dient "Relats sobre la infància del Senyor escrits per Tomàs, filòsof israelita" i l'altre s'inicia amb "Escrit del sant apòstol Tomàs sobre el comportament del senyor durant la seva infància".
El primer autor conegut que esmenta aquest evangeli és Ireneu de Lió circa 185. La data de creació del text ha de ser anterior a aquesta, i sempre posterior a l'Evangeli de Lluc, ja que l'autor de l'Evangeli del Pseudo-Tomàs, copia d'aquest la narració de Jesús al Temple quan tenia 12 anys (Lluc 2:41-52). Es creu que hi va haver un període de transmissió oral d'aquest Evangeli, amb el mateix text o amb d'altres històries abans que fos fixat, redactat i transcrit.
L'Evangeli de la infància de Tomàs ens parla de Jesús infant. A més dels dos textos grecs conservats hi ha una versió siríaca i una altra de llatina que provenen de la grega, encara que són divergents. Existeixen també versions en etiòpic, amb variants interessants, en georgià, molt fragmentària i en armeni.

## Contingut
El text parla de la vida de Jesús infant, explicant diversos fets sobrenaturals. Vol ensenyar al seu mestre, que sospita de la seva inspiració divina. Ressuscita un amic que va morir en caure d'un terrat i cura un llenyataire que s'havia tallat el peu amb una destral. Fa diverses demostracions miraculoses com fer volar uns ocells que ell mateix havia construït amb argila, o tornar cecs alguns nois que l'havien empipat. L'Evangeli explica també l'educació de Jesús, com aprèn a llegir i a escriure i com aprèn a utilitzar els seus poders per a curar o per a matar.